# Marschallia
Marschallia là một chi thực vật có hoa trong họ Cúc (Asteraceae).

## Loài
Chi Marschallia gồm các loài: